# Betreuerpflichten
Die Betreuerpflichten eines rechtlichen Betreuers sind es, als gesetzlicher Vertreter die Interessen der jeweiligen Betreuten im Rahmen seines Aufgabenkreises zu vertreten. Hierbei haben die Betreuer das Wohl, aber auch die subjektiven Wünsche der Betreuten zu berücksichtigen. Auch gegenüber dem Betreuungsgericht bestehen Pflichten des Betreuers.

## Gesetzliche Vertretung des Betreuten
Rechtsgrundlagen: § 1815 BGB, § 53 ZPO
Der Betreuer hat die Aufgabe, im Rahmen seines Aufgabenkreises die Angelegenheiten des Betreuten zu besorgen und diesen als gesetzlicher Vertreter gerichtlich und außergerichtlich zu vertreten. Rechtshandlungen des Betreuers erfolgen also im Namen des Betreuten (§ 164 BGB). Von der Vertretung des Betreuten sind höchstpersönliche Rechtsgeschäfte wie etwa die Eheschließung oder die Errichtung eines Testamentes oder die Teilnahme an politischen Wahlen ausgenommen.
Daneben kann der Betreute weiterhin selbstständig Rechtsgeschäfte tätigen, wenn kein Einwilligungsvorbehalt besteht (§ 1903 BGB) und er nicht geschäftsunfähig ist (§ 104 Ziff. 2 BGB). Der Vermeidung widersprüchlicher Maßnahmen dient die Besprechungspflicht des Betreuers mit dem Betreuten und die Orientierung an dessen Wünschen.
Die Vertretung ist ausgeschlossen bei sog. Insichgeschäften (§ 181 BGB), also Geschäften des Betreuers mit sich selbst oder Vertreter eines Dritten oder bei Geschäften mit dem Ehegatten, eingetragenen Lebenspartner oder Verwandten (in gerader Linie) des Betreuers.

## Wünsche und Wohl des Betreuten
Rechtsgrundlage: § 1821 BGB
Das Wohl des Betreuten ist nach dem Willen des Gesetzes vorrangig durch den Betreuten selbst zu bestimmen. Der Betreuer soll nach dem Gesetz für den Betroffenen eine Hilfe sein und diesen nicht bevormunden. Der Betreute soll auch weiterhin über seine Angelegenheiten selbst entscheiden, soweit dies verantwortet werden kann. Der Betreuer darf dem Betreuten gegen dessen Willen keine sparsame Lebensführung aufzwingen, wenn entsprechende Geldmittel vorhanden sind. Der Betreute kann zwar über die Verwendung seines Geldes bestimmen, der Betreuer wird aber die notwendigen monatlichen Kosten für Miete, Kleidung und Lebensmittel berechtigterweise zurückhalten dürfen. Jeder bestimmt auch das Maß seiner Ordnung selbst, aber bei einem Leben zwischen Schimmel und Fäkalien wird der staatlich bestellte Betreuer etwas gegen diesen Zustand unternehmen müssen. Es ist strittig, ob der Betreuer die Wohnung des Betreuten überhaupt betreten darf, wenn der Betreute dies verweigert, da gesetzliche Regelungen zur Ausführung des Art. 13 Grundgesetz fehlen. Zimmermann meint ja, wenn der Aufgabenkreis „Wohnungsangelegenheit, Zutritt zur Wohnung“ eingerichtet ist, führt aber auch die gegenteilige Meinung an.
Auch Wünsche, die vor Eintritt der Betreuungsbedürftigkeit in Bezug auf die Person des Betreuers oder die Lebensführung zum Ausdruck gebracht worden sind, sind beachtlich, es sei denn, dass der Betreute zwischenzeitlich seine Meinung geändert hat.
Lassen sich die Wünsche des Betreuten nicht feststellen, so soll der Betreuer versuchen, den vermutlichen Willen des Betroffenen herauszufinden. Hierfür sind Auskünfte nahestehender Personen nützlich. Anhaltspunkte dürften sich auch aus der bisherigen Lebensführung ergeben. Dies spielt insbesondere auch dann eine Rolle, wenn es bei einem nicht mehr äußerungsfähigen Betreuten darum geht, ob lebensverlängernde Maßnahmen stattfinden sollen oder nicht.
Der Betreuer darf gegen den Willen des Betreuten nur handeln, wenn die Wünsche des Betreuten seinem Wohl zuwiderlaufen oder für den Betreuer unzumutbar sind (§ 1901 Abs. 3 BGB), wobei das Wohl des Betreuten in erster Linie durch ihn selbst zu bestimmen ist. Denn zum Wohl gehört die Möglichkeit, im Rahmen seiner Fähigkeiten sein Leben selbst zu gestalten (§ 1901 BGB). Die Gerichte bis hin zum Bundesverfassungsgericht stellten klar: „Der Staat hat nicht das Recht, den Betroffenen zu erziehen, zu bessern, oder zu hindern, sich selbst zu schädigen.“, wenn er über einen „freien Willen“ verfügt. Der Schutz Dritter ist nicht Aufgabe des Betreuungsrechtes. Hierfür sind die Ländergesetze zum Schutze psychisch Kranker zuständig.

## Besprechungspflicht
Rechtsgrundlage: § 1821 Abs. 2 BGB
Der Betreuer muss sich durch persönliche Kontakte und Besprechung wichtiger anstehender Entscheidungen ein Bild davon machen, welche Vorstellungen der Betreute hat, was er gerne möchte und was er nicht will (§ 1901 Abs. 2 BGB). Wie oft solche Kontakte (Hausbesuche) stattfinden sollten, war bisher bei Berufsbetreuern oft Gegenstand gerichtlicher Auseinandersetzungen bei der Betreuervergütung. Viele Gerichte stellten dabei auf wöchentliche bis vierzehntägliche Kontakte ab. Dies kann aber nur eine Richtschnur sein, der Bedarf an persönlichen Kontakten kann im konkreten Einzelfall höher oder niedriger sein.

## Rehabilitationsauftrag
Rechtsgrundlage: § 1821 Abs. 6 BGB
Der Betreuer hat einen allgemeinen Rehabilitationsauftrag. Im Rahmen der gerichtlich übertragenen Aufgabenkreise (meist Gesundheitssorge oder Aufenthaltsbestimmung) soll der Betreuer Möglichkeiten erkunden und zugänglich machen, um Krankheiten und Behinderungen zu kurieren, ihre Folgen zu mildern oder einer Verschlimmerung vorzubeugen.
Bei solchen Maßnahmen geht es oft um den Zugang zu medizinischen Behandlungen, Kuren, ambulanter und stationärer Pflege und begleitenden Hilfen.
Betreute empfinden die Hilfe eines Betreuers hierbei oftmals eher als Vorteil, denn als Nachteil. Ein professioneller Betreuer ist besser in der Lage, Sozialleistungsanträge durchzusetzen oder bei dementen Bewohnern dafür zu sorgen, dass die Medikamentengabe dem Wohl des Betreuten dient und nicht dem Ruhigstellen.

## Aufgabenkreise des Betreuers und spezielle Pflichten
Die Bestellung erfolgt je nach Erfordernis für bestimmte Aufgabenkreise (beispielsweise Sorge für die Gesundheit, Vermögenssorge, Aufenthaltsbestimmungsrecht, Wohnungsangelegenheiten). Nur wenn der Betroffene auf Grund seiner Krankheit oder Behinderung keine seiner Angelegenheiten mehr selbst besorgen kann, ist ein Betreuer „für alle Angelegenheiten“ zu bestellen. In diesem Fall erlischt nach § 13 Bundeswahlgesetz (sowie den Parallelbestimmungen anderer Wahlgesetze) das Wahlrecht des Betroffenen. Diese umfassende Betreuung entspricht aber nicht dem Sinn des neuen Betreuungsrechts und soll daher eine seltene Ausnahme bleiben. Der Wahlrechtsausschluss bei Bundestags- und Europawahlen wurde zum 1. Juli 2019 gestrichen, die meisten Bundesländer haben die Regelungen in ihren Wahlgesetzen auch inzwischen angepasst.

### Aufenthaltsbestimmung/Wohnungsangelegenheiten
Rechtsgrundlage: § 1834 BGB
Der oft bei Betreuern angeordnete Aufgabenkreis der Aufenthaltsbestimmung wird oft als (teil-)identisch mit dem Aufgabenkreis der Wohnungsangelegenheiten angesehen. Soweit dies nach örtlicher Praxis der Fall ist, gehören zum Aufgabenkreis alle Angelegenheiten, die mit der Wohnsituation des Betreuten zu tun haben. Im Mittelpunkt stehen Tätigkeiten, die mit der Beschaffung und Erhaltung von Wohnraum für den Betreuten zu tun haben. Somit sind Kontakte und Gespräche mit Wohnungsbaugesellschaften, sonstigen Vermietern, Wohnungsbehörden, Wohngeldstellen, Maklern, Wohnungsverwaltern, Hausmeistern und ähnlichen Personen und Stellen zu führen. Ggf. sind für Betreute Anträge auf Erteilung von Wohnberechtigungsscheinen zu stellen, Anträge auf Wohngeld oder Lastenzuschuss usw.
Des Weiteren sind Wohnungen vor der Anmietung zu besichtigen, Vereinbarungen zur Renovierung zu treffen, bei Beendigung von Mietverhältnissen mietvertragliche Pflichten (besenreine Übergabe von Wohnraum, Schlüsselabgabe) zu erfüllen, soweit der Betreute über die dafür notwendigen finanziellen Mittel verfügt.
Soweit eine Beendigung von Mietverhältnissen erfolgen muss, gehören auch die Vornahme einer Kündigung von Mietverträgen und die Haushaltsauflösung zum Aufgabenkreis des Betreuers. Hierzu benötigt ein Betreuer die betreuungsgerichtliche Genehmigung (§ 1833 Abs. 3 Satz 1 BGB). Da es sich bei der Kündigung um eine einseitige Willenserklärung handelt, muss die Genehmigung vor der Kündigungserklärung erfolgt sein. Es kann aber vor dem Antrag auf gerichtliche Genehmigung ein Aufhebungsvertrag geschlossen werden – dessen Wirksamkeit dann von der gerichtlichen Genehmigung abhängt.

### Unterbringung
Rechtsgrundlage: § 1831 BGB, §§ 312 ff. FamFG
Eine freiheitsentziehende Unterbringung durch den Betreuer gem. § 1831 BGB ist nur zum Wohl des Betreuten zulässig. 
Sie setzt voraus
- eine Gefahr der Selbstgefährdung des Betreuten (§ 1831 Abs. 1 Nr. 1 BGB) oder
- eine Untersuchung des Gesundheitszustands, eine Heilbehandlung oder einen ärztlichen Eingriff, deren Notwendigkeit der Betreute nicht erkennen kann (§ 1831 Abs. 1 Nr. 2 BGB)[7][8] sowie
- grundsätzlich die Genehmigung des Betreuungsgerichts. Bei Gefahr im Verzug kann die Genehmigung nachträglich eingeholt werden (§ 1831 Abs. 2 BGB).

Der Freiheitsentzug in einem Krankenhaus, einem Heim oder einer sonstigen Einrichtung durch mechanische Vorrichtungen, Medikamente oder auf andere Weise, z. B. Bettgitter, Fixierungen und medikamentöse Therapien sind separat nach § 1831 Abs. 4 BGB zu genehmigen.
Der Betreuer muss die Unterbringung beenden, wenn ihre Voraussetzungen weggefallen sind und die Beendigung dem Betreuungsgericht unverzüglich anzeigen (§ 1831 Abs. 3 BGB).
Die Einwilligung des Betreuers in eine Untersuchung des Gesundheitszustands, eine Heilbehandlung oder einen ärztlichen Eingriff gegen den natürlichen Willen des Betreuten (ärztliche Zwangsmaßnahme) ist seit dem 22. Juli 2017 nur unter den besonderen Voraussetzungen des § 1906a Abs. 1 Satz 1 Nr. 1 bis 7 BGB zulässig und bedarf einer gesonderten betreuungsgerichtlichen Genehmigung (§ 1906a Abs. 2 BGB). Wenn noch kein Betreuer bestellt oder der bestellte Betreuer nicht erreichbar ist und seine Einwilligung nicht erteilen kann, darf das Betreuungsgericht diese einstweilig ersetzen (§ § 1846, § 1906a Abs. 1 Satz 2 BGB). Zum 1. Januar 2023 wurde § 1906a zu § 1832 umnummeriert.
Häufig wird ein rechtlicher Betreuer eingesetzt, weil der Betroffene die ihm verordneten Medikamente nicht nimmt oder anderen Behandlungsmaßnahmen (Klinikaufenthalt) nicht zustimmt. Der Betreute darf aber zur Medikamenteneinnahme und zu Behandlungsmaßnahmen nicht gezwungen werden, wenn er seinen Willen frei bestimmen kann. Ein Betreuter, der einwilligungsfähig ist, darf nicht gegen seinen Willen behandelt werden. Einwilligungsunfähig ist nur, wer Art, Bedeutung und Tragweite (Risiken) der Maßnahme nicht erfassen kann.
Mögliche Gründe sind z. B. die durch psychische Krankheit bedingte Verweigerung lebensnotwendiger Medikamente oder Nahrung, das regelmäßige und planlose Umherirren im Straßenverkehr oder die notwendige Entgiftungsphase nach Drogen- oder Alkoholmissbrauch (im Gegensatz dazu die nachfolgende Entwöhnungsbehandlung, die kein Unterbringungsgrund sein soll).

### Heilbehandlung
Rechtsgrundlagen: § 1829, § 223, § 228 StGB
Jede ärztliche Behandlung ist nach durchgehender Rechtsauffassung eine Körperverletzung. Sie ist nur dann nicht rechtswidrig, wenn in die Behandlung eingewilligt wird. 
Der Betreuer benötigt zur Einwilligung bei besonders gefährlichen Behandlungen sowie zur Ablehnung medizinisch indizierter Behandlungen eine betreuungsgerichtliche Genehmigung, soweit es zwischen ihm und dem Arzt einen Dissens bei der Auslegung des Patientenwillens gibt (§ 1829 BGB). 

### Sterilisation
Rechtsgrundlage: § 1830 BGB
Für die Einwilligung in eine Sterilisation des Betreuten muss gem. § 1899 Abs. 2 BGB stets ein besonderer Sterilisationsbetreuer bestellt werden. Hierbei sind besondere Voraussetzungen für die Einwilligung zu beachten.

### Post- und Telefonkontrolle
Das Gericht kann nach § 1815 Abs. 1 Nr. 6 BGB einen Betreuer bestellen, der auch die Befugnis hat, den Fernmeldeverkehr des Betroffenen zu kontrollieren, die Post zu öffnen und anzuhalten; dies muss dann ausdrücklich im Beschluss aufgeführt werden (§ 1815 Abs. 1 Nr. 6 BGB); zuständig für eine solche Entscheidung ist der Richter, nicht der Rechtspfleger. Ein solcher Aufgabenkreis kann dem Betreuer eingeräumt werden, wenn von der Kommunikation des Betroffenen erhebliche Gefahren für den Betroffenen ausgehen oder wenn sie geeignet ist, die öffentliche Sicherheit oder Ordnung erheblich zu gefährden.

### Vermögenssorge
Rechtsgrundlagen: §§ 1835 bis 1858 BGB
Die Abgrenzung des Aufgabenkreises der Vermögenssorge gegenüber einigen weiteren typischen Aufgabenkreisen ist bisweilen schwierig. So haben in der Vergangenheit einzelne Gerichte festgestellt, dass Zweifel daran bestehen, ob die Geltendmachung von Sozialhilfe oder von Unterhaltsansprüchen zur Vermögenssorge gehört. Gerade wenn es um sozialrechtliche Ansprüche geht, kommt es auch zu Korrespondenzen mit dem Aufgabenkreis Behördenangelegenheiten. Oft ist es so, dass einzelne Aufgaben mehreren Aufgabenkreisen zugeordnet werden können.

#### Geltendmachung von Zahlungsansprüchen
Nach allgemeiner Auffassung gehört zur Vermögenssorge die Geltendmachung von Zahlungsansprüchen aller Art, die dem Betreuten zustehen. Dies können Zahlungsansprüche aus einem Beschäftigungsverhältnis sein (Arbeitsentgelt usw.), Zahlungsansprüche, die der Betreute als Wohnungsinhaber hat (Mieten, Mietnebenkosten), Ansprüche aus einem Versicherungsverhältnis (bspw. einer privaten Krankenversicherung), Rückzahlungsansprüche gegen andere aus ungerechtfertigter Bereicherung oder unerlaubter Handlung (Schadensersatz, Schmerzensgeld), um nur einige zivilrechtliche Ansprüche zu nennen. Auch Ansprüche aus erbrechtlichen Verhältnissen (Erbanteil, Vermächtnis, Pflichtteilsansprüche) können dazu zählen. Allerdings ist es in der Praxis auch oft der Fall, dass die Geltendmachung von Erbansprüchen als eigener Aufgabenkreis formuliert wird. Ist dies aber nicht gegeben, gehören sie zum Aufgabenkreis Vermögenssorge.
Darüber hinaus können öffentlich-rechtliche Zahlungsansprüche zum Aufgabenkreis gehören, z. B. Sozialleistungen aller Art, wie Arbeitslosengeld I oder II, Sozialhilfe incl. Grundsicherung, Renten aller Art, Krankengeld, Wohngeld, Kindergeld, Erziehungsgeld, Kriegsopferentschädigung, Opferentschädigung usw. Bei den meisten Betreuten ist dies Hauptteil der Tätigkeit des Betreuers in diesem Aufgabenkreis.

#### Prüfen von Ansprüchen, die sich gegen den Betreuten richten
Auch die Abwehr unberechtigter und die Befriedigung berechtigter Zahlungsansprüche gegen den Betreuten gehört zum Aufgabenkreis, z. B. Zahlungsansprüche, die von dritter Seite (Verkäufer, Vermieter, Gesundheitsdienstleister, Geschädigter) erhoben werden. Auch hier kann es sich um privatrechtliche oder öffentlich-rechtliche Ansprüche handeln. Beispiele für letzteres: Rückzahlung zu Unrecht erhaltener Renten und anderer Sozialleistungen, Steuerzahlungen, Bußgelder, Geldstrafen.
Bei der Betreuung von Personen, die ausschließlich gesetzlich krankenversichert sind, fällt weniger oder gar kein Aufwand für die Überprüfung und Zahlung von Rechnungen an, da Ärzte und andere Gesundheitsdienstleister direkt mit der Krankenkasse abrechnen. Bei der Betreuung von Personen, die privat krankenversichert oder zusatzversichert sind, muss der Betreuer die Richtigkeit von Rechnungen überprüfen, bei der PKV einreichen und die Bezahlung veranlassen; bei stationären Krankenhausaufenthalten können Kliniken allerdings auch direkt mit einer PKV abrechnen.
Kündigt ein (Berufs-)Betreuer eine Versicherung – etwa eine private Zusatzversicherung –, so muss er, so ein Urteil des Oberlandesgerichts Koblenz, zuvor eine Risikoabwägung durchführen und ist andernfalls u. U. zu Schadensersatz verpflichtet, wenn ein absehbarer Versicherungsfall eintritt.

#### Schutz der Vermögenswerte des Betreuten gegen den Zugriff Dritter
Es gehört auch zu den Pflichten des Vermögensbetreuers, den unberechtigten Zugriff Dritter zu unterbinden, z. B. durch den Widerruf von Bankvollmachten, wenn ein Vollmachtsmissbrauch besteht. Und weiterhin gehört zu den Aufgaben des Vermögensbetreuers, Steuererklärungen abzugeben (Einkommensteuer, Schenkungs- und Erbschaftsteuer, Grundsteuer, Hundesteuer usw.) sowie Nichtveranlagungsbescheinigungen beim Finanzamt zu beantragen und Zinsfreistellungserklärungen gegenüber der Bank abzugeben.

#### Verwaltung von Haus- und Grundeigentum
Verwaltung von Häusern, Eigentumswohnungen und Grundstücken im Eigentum des Betreuten gehört ebenfalls zum Aufgabenkreis. Auch hier erfolgt bisweilen seitens des Betreuungsgerichtes eine separate Festlegung des Aufgabenkreises. Soweit die Haus- und Grundverwaltung zu den Betreueraufgaben gehört, zählt sowohl die Bezahlung öffentlicher Abgaben (Grundsteuer, Grunderwerbssteuer, Abwasserentgelte, Straßenreinigungsgebühren usw.) zu den Pflichten als auch die Instandhaltung des Grundeigentums sowie die öffentlich-rechtliche Verkehrssicherungspflicht (z. B. Streupflicht im Winter) dazu. Auch kann der Betreuer Grundeigentum erwerben und verkaufen sowie beleihen (Hypotheken, Grundschulden usw.). Hierzu benötigt er im Regelfall die Genehmigung des Betreuungsgerichtes (§ 1821, § 1822 BGB).

#### Nicht laufend benötigtes Vermögen muss vom Betreuer angelegt werden
Bei Geldern des Betreuten, die dieser für den laufenden Lebensunterhalt nicht benötigt (i. d. R. in den nächsten 3 Monaten), hat der Betreuer für eine verzinsliche Geldanlage zu sorgen (§ 1841 BGB). Hierbei muss er nach den allgemeinen Betreuerpflichten auf die Wünsche des Betreuten und die Gebote der Mündelsicherheit Rücksicht nehmen (§ 1821 Abs. 2 BGB).

#### Steuerliche Pflichten
Umfasst die Betreuung die steuerlichen Pflichten, muss der Betreuer für die Abgabe von Steuererklärungen etc. sorgen. Sonst setzt er sich dem Risiko der eigenen steuerlichen Haftung aus.

## Pflichten gegenüber dem Betreuungsgericht

### Der Betreuer ist dem Betreuungsgericht gegenüber zur Auskunft verpflichtet
Rechtsgrundlagen: §§ 1864 ff. BGB
Die Aufsicht des Betreuungsgerichtes erstreckt sich über die gesamte Tätigkeit des Betreuers, sie ist nicht auf einzelne Aufgabenkreise, wie den der Vermögenssorge beschränkt (§ 1862 BGB). So hat das Betreuungsgericht die Möglichkeit, jederzeit vom Betreuer Auskunft über die Führung der Betreuung zu verlangen (§ 1864 BGB). Solche Auskunft kann schriftlich oder persönlich verlangt werden. Zuständig beim Gericht ist hierfür der Rechtspfleger. Bei Pflichtverletzungen kann ein Zwangsgeld verhängt werden (§ 1862 Abs. 3 BGB).

### Der Betreuer hat regelmäßig über seine Tätigkeit zu berichten
Neben einer individuellen Auskunft hat der Betreuer jedoch einmal jährlich auch unaufgefordert über die Führung der Betreuung gegenüber dem Gericht zu berichten (§ 1863 BGB). Hierzu können auch vom Gericht zur Verfügung gestellte Formulare verwendet werden. Neben dem Bericht über die persönlichen Verhältnisse des Betreuten ist auch über die Vermögensverwaltung Rechnung zu legen, soweit der Betreuer auch den Aufgabenkreis Vermögenssorge innehat. D.h., dass eine Aufstellung aller Kontobewegungen mit entsprechenden Belegen eingereicht werden muss. In diesem Fall ist auch zu Beginn der Betreuung ein Vermögensverzeichnis zu erstellen (§ 1835 BGB).

### Vor vielen Entscheidungen muss eine Genehmigung eingeholt werden
Eine Reihe besonders wichtiger Entscheidungen des Betreuers muss vom Betreuungsgericht genehmigt werden. Solche Genehmigungen sind grundsätzlich vor der beabsichtigten Rechtshandlung erforderlich. Auch wenn der Betreuer für eine Angelegenheit eine gerichtliche Genehmigung hat, bleibt er für diese Frage selbst verantwortlich, eine betreuungsgerichtliche Genehmigung gestattet eine Handlung lediglich. Die vermögensrechtlichen Genehmigungspflichten gelten auch für Vormünder Minderjähriger und Pfleger.

### Allgemein
- Rechtsgrundlagen im BGB (§§ 1814 ff.)
- Ausführliche Darstellung aller Betreuerpflichten im BGT-Online-Lexikon Betreuungsrecht

### Historische Rechtsprechung (durch Gesetzesänderungen überholt)
- BVerfGE 58, 208, 224ff (Bundesverfassungsgericht zum Recht auf Krankheit)
- BGH-Beschluss vom 1. Februar 2006 zur stat. Zwangsbehandlung
- BGH-Beschluss vom 11. Oktober 2000 zur ambulanten Zwangsbehandlung
- BGH-Beschluss vom 17. März 2003 zur Beendigung lebenserhaltender Maßnahmen
- BGH-Beschluss vom 8. Juni 2005 zur Einstellung der künstlichen Ernährung